# Нунки
„Нунки“ е архитектурно-исторически комплекс в град Троян, България. Наименованието на комплекса се приема, че произтича от името на занаятчийската фамилия Нункови, живели и работели в Троян.
„Нунки“ е изграден в типичен възрожденски стил за XIX и началото на XX Век. След реставрация и реконструкция, през 1983 г. комплексът е открит в днешния му вид, изцяло обновени и превърнат в етнографски комплекс. Така „Нунки“ съществува.
Комплекса включва няколко емблематични възрожденски постройки обявени за историческо културно наследство от Института за паметници на културата. В град Троян има едва няколко подобни комплекса „Старата къща“, „Музея на народните занаяти“ и „Серяковата къща“, които са общинска собственост.

## История
Писмените източници са оскъдни, но се знае, че основатели на селището са фамилията Нункови. Те са живели и работели в същите сгради и помещения. Фамилията е известна като ковачите на Троян, също и ковачницата на Троян. Първоначално това е било мястото, където са подковавали добитъка си и където са правели инструментите за обработка на земята и за бита.
Историята на рода датира от 1860 г. и започва с раждането на Пенчо Нунков, роден в махала Райковска. Учи в килийното училище в Троянския манастир и изучава ковашко-железарския занаят при майстори ковачи в с.Орешак.
Приема се, че Нункови поставят началото на ковашкия занаят в Троян. Мястото където се случва това е днешния „Нунки“. Ковашкия занаят е пренесен от Ловеч и Габровско по времето на Възраждането на България. Изграждането на комплекса е извършено пред 1989 г. от Държавното предприятие „Елпром Троян“ и представлява част от активите му. Основния материал – желязото се доставял от Самоков, а по-късно и от Виена. Последните представители на занаята са били братя Цанко и Минко Нункови, последният от които е починал 10 декември 1981 г. След неговата смърт последната ковачница спира работа.